# Finale du Grand Prix ISU 2009-2010
Navigation
Édition précédente Édition suivante
La finale du Grand Prix ISU est la dernière épreuve qui conclut chaque année le Grand Prix international de patinage artistique organisé par l'International Skating Union. Elle accueille des patineurs amateurs de niveau senior dans quatre catégories: simple messieurs, simple dames, couple artistique et danse sur glace.
Pour la saison 2009/2010, la finale est organisée du 2 au 6 décembre 2009 au gymnase olympique de Yoyogi à Tokyo au Japon. Il s'agit de la 15e finale depuis la création du Grand Prix ISU en 1995.

## Qualifications
Seuls les patineurs qui atteignent l'âge de 14 ans au 1er juillet 2009 peuvent participer aux épreuves du Grand Prix ISU 2009/2010. Les épreuves de qualifications sont successivement :
- le Trophée de France du 15 au 18 octobre 2009 à Paris
- la Coupe de Russie du 22 au 25 octobre 2009 à Moscou
- la Coupe de Chine du 29 octobre au 1er novembre 2009 à Pékin
- le Trophée NHK du 5 au 8 novembre 2009 à Nagano
- le Skate America du 12 au 15 novembre 2009 à Lake Placid
- le Skate Canada du 19 au 22 novembre 2009 à Kitchener

Les patineurs participent à un ou deux grands-prix. Les six patineurs qui ont obtenu le plus de points sont qualifiés pour la finale et les trois patineurs suivants sont remplaçants.
|             | Messieurs                 | Dames            | Couples                                | Danse sur glace                            |
| ----------- | ------------------------- | ---------------- | -------------------------------------- | ------------------------------------------ |
| 1           | Nobunari Oda              | Kim Yuna         | Shen Xue / Zhao Hongbo                 | Meryl Davis / Charlie White                |
| 2           | Evan Lysacek              | Miki Ando        | Pang Qing / Tong Jian                  | Tessa Virtue / Scott Moir                  |
| 3           | Brian Joubert (forfait)   | Joannie Rochette | Maria Mukhortova / Maksim Trankov      | Tanith Belbin / Benjamin Agosto (forfait)  |
| 4           | Jeremy Abbott             | Alena Leonova    | Aljona Savchenko / Robin Szolkowy      | Nathalie Péchalat / Fabian Bourzat         |
| 5           | Daisuke Takahashi         | Ashley Wagner    | Yuko Kavaguti / Alexandre Smirnov      | Anna Cappellini / Luca Lanotte             |
| 6           | Johnny Weir               | Akiko Suzuki     | Zhang Dan / Zhang Hao                  | Sinead Kerr / John Kerr                    |
| Remplaçants |                           |                  |                                        |                                            |
| 1er         | Tomáš Verner (Remplaçant) | Rachael Flatt    | Jessica Dubé / Bryce Davison           | Jana Khokhlova / Sergey Novitski (Forfait) |
| 2e          | Michal Březina            | Alissa Czisny    | Tatiana Volosozhar / Stanislav Morozov | Vanessa Crone / Paul Poirier (Remplaçant)  |
| 3e          | Takahiko Kozuka           | Mao Asada        | Keauna McLaughlin / Rockne Brubaker    | Alexandra Zaretski / Roman Zaretski        |

Chez les Messieurs, le français Brian Joubert est forfait en raison d'une blessure. Il est remplacé par le tchèque Tomáš Verner. 
En danse sur glace, les américains Tanith Belbin et Benjamin Agosto sont forfaits pour cause de maladie (Belbin). Leurs premiers remplaçants, les russes Jana Khokhlova et Sergey Novitski, sont également forfaits pour cause de maladie (Novitski). Ils sont remplacés par les canadiens Vanessa Crone et Paul Poirier.

## Résultats

### Messieurs

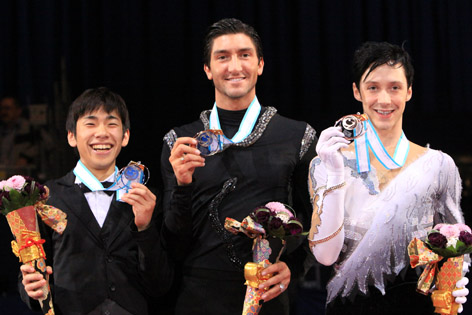
Podium des Messieurs

| Rang | Nom               | Pays       | Points | Programme court | Programme court | Programme libre | Programme libre |
| ---- | ----------------- | ---------- | ------ | --------------- | --------------- | --------------- | --------------- |
| 1    | Evan Lysacek      | États-Unis | 249.45 | 2               | 89.85           | 1               | 159.60          |
| 2    | Nobunari Oda      | Japon      | 243.36 | 3               | 87.65           | 3               | 155.71          |
| 3    | Johnny Weir       | États-Unis | 237.35 | 4               | 84.60           | 4               | 152.75          |
| 4    | Jeremy Abbott     | États-Unis | 235.38 | 5               | 76.65           | 2               | 158.73          |
| 5    | Daisuke Takahashi | Japon      | 224.60 | 1               | 89.95           | 5               | 134.65          |
| 6    | Tomáš Verner      | Tchéquie   | 192.32 | 6               | 70.17           | 6               | 122.15          |

### Dames

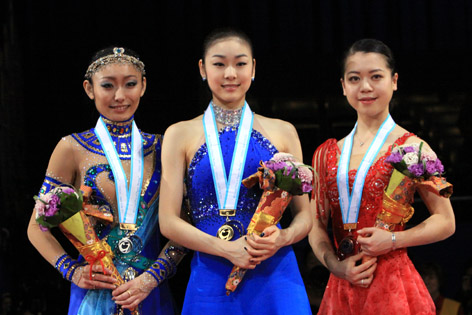
Podium des Dames

| Rang | Nom              | Pays         | Points | Programme court | Programme court | Programme libre | Programme libre |
| ---- | ---------------- | ------------ | ------ | --------------- | --------------- | --------------- | --------------- |
| 1    | Kim Yuna         | Corée du Sud | 188.86 | 2               | 65.64           | 1               | 123.22          |
| 2    | Miki Ando        | Japon        | 185.94 | 1               | 66.20           | 2               | 119.74          |
| 3    | Akiko Suzuki     | Japon        | 174.00 | 5               | 57.54           | 3               | 116.46          |
| 4    | Ashley Wagner    | États-Unis   | 162.07 | 6               | 54.26           | 4               | 107.81          |
| 5    | Joannie Rochette | Canada       | 156.71 | 4               | 60.94           | 5               | 95.77           |
| 6    | Alena Leonova    | Russie       | 156.55 | 3               | 61.60           | 6               | 94.95           |

### Couples

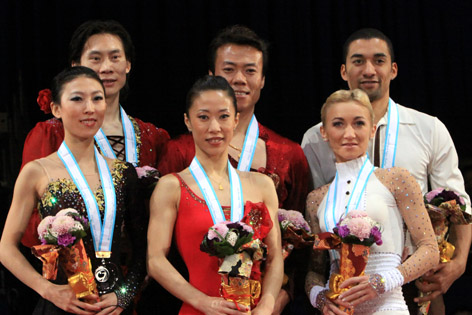
Podium des couples artistiques

| Rang | Nom                               | Pays      | Points | Programme court | Programme court | Programme libre | Programme libre |
| ---- | --------------------------------- | --------- | ------ | --------------- | --------------- | --------------- | --------------- |
| 1    | Shen Xue / Zhao Hongbo            | Chine     | 214.25 | 1               | 75.36           | 1               | 138.89          |
| 2    | Pang Qing / Tong Jian             | Chine     | 201.86 | 4               | 68.04           | 2               | 133.82          |
| 3    | Aljona Savchenko / Robin Szolkowy | Allemagne | 200.38 | 2               | 73.14           | 4               | 127.24          |
| 4    | Maria Mukhortova / Maksim Trankov | Russie    | 198.35 | 3               | 69.78           | 3               | 128.57          |
| 5    | Yuko Kavaguti / Alexandre Smirnov | Russie    | 183.01 | 6               | 62.30           | 5               | 120.71          |
| 6    | Zhang Dan / Zhang Hao             | Chine     | 180.25 | 5               | 66.24           | 6               | 114.01          |

### Danse sur glace

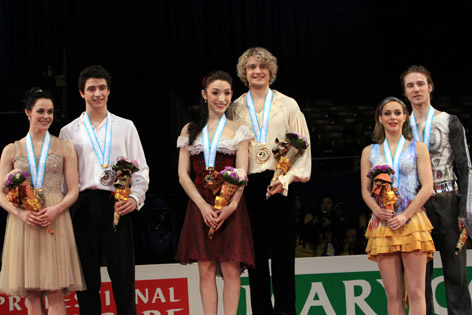
Podium de la danse sur glace

| Rang | Nom                                | Pays        | Points | Danse originale | Danse originale | Danse libre | Danse libre |
| ---- | ---------------------------------- | ----------- | ------ | --------------- | --------------- | ----------- | ----------- |
| 1    | Meryl Davis / Charlie White        | États-Unis  | 169.44 | 1               | 65.80           | 2           | 103.64      |
| 2    | Tessa Virtue / Scott Moir          | Canada      | 168.22 | 2               | 64.01           | 1           | 104.21      |
| 3    | Nathalie Péchalat / Fabian Bourzat | France      | 147.62 | 3               | 56.93           | 3           | 90.69       |
| 4    | Sinead Kerr / John Kerr            | Royaume-Uni | 145.33 | 4               | 56.47           | 4           | 88.86       |
| 5    | Anna Cappellini / Luca Lanotte     | Italie      | 139.21 | 5               | 54.91           | 5           | 84.30       |
| 6    | Vanessa Crone / Paul Poirier       | Canada      | 135.99 | 6               | 51.69           | 6           | 84.30       |

## Sources
- (en) Résultats de la finale 2009/2010 du Grand Prix ISU sur le site de l'ISU
- Patinage Magazine N°121 (Février-Mars 2010)